# خافيير أرناو
خافيير أرناو (بالإسبانية: Xavi Arnau)‏ هو لاعب هوكي الحقل إسباني، ولد في 20 مارس 1973 في تاراسا في إسبانيا.

## وصلات خارجية
- خافيير أرناو على موقع أوليمبيديا (الإنجليزية)
- خافيير أرناو على موقع اللجنة الأولمبية الإسبانية (الإسبانية)